# 주 유왕

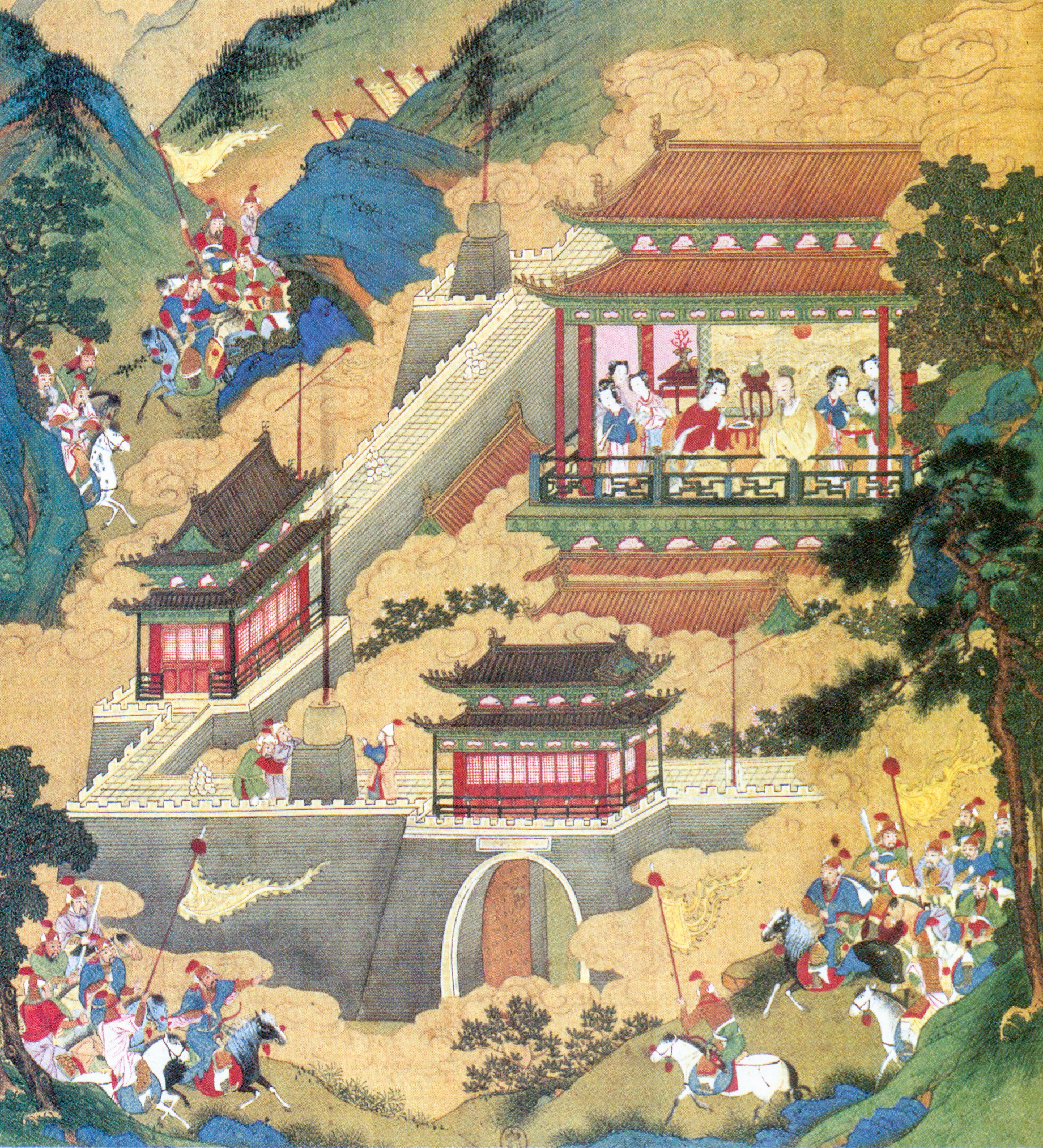

주 유왕(周 幽王, ? ~ 기원전 771년)은 주나라의 제12대 왕(재위: 기원전 781년 ~ 기원전 771년)이다. 성은 희(姬), 이름은 궁생(宮湦)이다. 주 선왕의 아들이다.

## 생애
기원전 780년에 관중에서 대지진이 발생해 백양보(伯陽甫)라는 인물이 주나라 멸망의 징조라고 주창했지만 사서의 기록에는 주의 국세의 쇠퇴기인 것은 확실하다. 포사(褒姒)가 후궁으로 들어와 유왕의 총애를 받았고, 아들 백복(伯服)을 태자로 삼았다. 유왕은 정실인 신후(申后) 및 태자 의구(宜臼)를 폐하고 포사를 왕후로, 백복을 태자로 세웠다.
포사는 웃지 않았기 때문에 유왕은 다양한 방법으로 웃기려고 했으나 잘 되지 않았다. 그러나 포사가 비단을 찢는 소리를 듣고 희미하게 미소를 짓자 유왕은 나라의 비단을 징수해 찢었다. 이로 인해 천금매소(千金買笑)란 고사성어가 생겨나게 됐다.
봉화를 실수로 잘못 피워 제후가 집결하자 포사가 웃었기 때문에, 자주 장난으로 봉화를 피워 제후의 신뢰를 잃었고, 나중에는 봉화를 사용해도 제후가 집결하지 않게 되었다는 고사가 있다. 또 유왕은 아첨과 추종에 뛰어난 간신인 괵석부(虢石父)를 경으로 임명해 백성의 분노를 샀다.
이러한 실정에 폐후, 폐태자의 일도 있어 신나라 신후의 아버지인 신후(申侯)의 원한을 샀고 그는 서이 견융과 협력하여 유왕을 공격했다. 이 때 유왕은 봉화로 구원을 부탁했지만 이미 제후 중에 유왕 밑으로 모이는 자는 없었다고 한다.
유왕은 여산(驪山)에서 살해당하고 포사는 붙잡혀 행방불명이 되어 서주는 멸망했다.
유왕이 사망한 후 제후들과 신후는 폐태자였던 의구를 주 평왕으로서 즉위시켜 주사를 맡게 했다. 그러나 이 병란에 의해 호경은 파괴되었기 때문에 평왕은 동쪽의 낙읍(洛邑)으로 천도 해 동주가 시작되었다.
| 전 임 아버지 선왕 정 | 제12대 주나라의 왕 기원전 781년 ~ 기원전 771년 | 후 임 아들 평왕 의구 |